# シアターGロッソ
シアターGロッソ（英: THEATRE G-ROSSO）は、東京都文京区の東京ドームシティアトラクションズ内にある屋内劇場である。

## 概要
東京ドームシティアトラクションズの『スーパー戦隊シリーズ』ヒーローショー準専用劇場である。長年ヒーローショーが開催されていたのは屋外ステージの「野外ステージ→野外劇場」（コースターランド、現在のラクーア内1階駐車場近辺）と「スカイシアター」（パラシュートランド内、現在のスプラッシュガーデン）だったが、屋外開催を廃止して屋内での公演に切り替えることとなり、新たな劇場として2009年4月にジオポリス内にオープンした。これにより、雨天での開催中止がなくなり、天候に関係なくヒーローショーを楽しめるようになった。
客席後方右手に3台分の車椅子スペースがあり、車椅子で来場の観客にも対応可能。
2009年4月25日の『侍戦隊シンケンジャー』ショーのこけら落とし公演で開場。以降は主に『スーパー戦隊シリーズ』のヒーローショーを中心に上演しているが、『忍たま乱太郎』や『イナズマイレブン』のキャラクターショー、AKB48の公演など、ヒーローショー以外にも演劇やイベントの会場として使用されることが多い。
舞台は「野外劇場」「スカイシアター」を踏襲して二段に分かれた本舞台と回廊状の2階という3層構造になっており、舞台二段目に設置された奈落も踏襲されているが、Gロッソでは開閉式となり普通の舞台にも変化するようになった。これをつかった2階からの落下スタントや「スカイシアター」から導入されていたワイヤーアクションも踏襲されたが、Gロッソでは天井裏（キャットウォーク）からのロープ（スライダー）を使った降下など高さを活かしたアクションやそれまで公演ごとに変えていた舞台セットを白に統一した分、スクリーン代わりとしてセットや衝立に映像や照明演出が投影できることも可能となった。
ヒーローショーに関しては全席指定でイープラスでのみ販売を行っており、主演俳優公演（「素顔の戦士公演」、これも「野外劇場」時代から継承された）に関しては事前抽選販売となっている。
車椅子スペースでの観覧においては車椅子専用チケットが必要となり、専用ダイヤルから予約を受け付けている。
2011年1月30日に発生した「スピニングコースター舞姫」の死亡事故と東日本大震災に伴う節電要請を受けて、開催予定だった『天装戦隊ゴセイジャー』ショーを打ち切り2か月間の休演となったが、同年4月2日の『海賊戦隊ゴーカイジャー』ショーから再開されている。

## これまでに上演されたショー・イベントなど

### スーパー戦隊シリーズヒーローショー
- 侍戦隊シンケンジャーショー（2009年 - 2010年）
  - 第1弾「侍戦隊シンケンジャー シアターGロッソに見参！！」
  - 第2弾「シンケンゴールド見参！ 海中決戦之幕」
  - 第3弾「スーパーシンケンジャー見参！！ 真侍技之幕」
  - 第4弾「モヂカラ集結！！ 最終決戦之幕」
- 天装戦隊ゴセイジャーショー（2010年 - 2011年）
  - 第1弾「天装戦隊ゴセイジャー シアターGロッソに現る！！」
  - 第2弾「ゴセイナイト降臨！ 正義のパワー天装！！」
  - 第3弾「激突！ ゴセイジャーVSダークゴセイジャー」
  - 第4弾「護星天使降臨！ 奇跡のラストターン」(公演中途打ち切り)
- 海賊戦隊ゴーカイジャーショー（2011年 - 2012年）
  - 第1弾「海賊戦隊ゴーカイジャー シアターGロッソに現る！！」
  - 第2弾「全速前進！ ゴーカイシルバー登場！！」
  - 第3弾「海賊パワー炸裂！ 宝島大決戦！！」
  - 第4弾「バスコ現る！ 空中都市真冬の大激突！！」
  - 第5弾「海賊集結！ 決めるぜファイナルウェーブ」
- 特命戦隊ゴーバスターズショー（2012年 - 2013年）
  - 第1弾「特命戦隊ゴーバスターズ シアターGロッソに現る！！」
  - 第2弾「緊急出動！ ゴーバスターエース発進！！」
  - 第3弾「新戦士登場！ ビート&スタッグ！！」
  - 第4弾「最強海賊現る！ 出動せよ、ゴーバスターズ！！」
  - 第5弾「永遠のキズナ！ ゴーバスターズラストミッション！！」
- 獣電戦隊キョウリュウジャーショー（2013年 - 2014年）
  - 第1弾「獣電戦隊キョウリュウジャー シアターGロッソに現る！！」
  - 第2弾「雷鳴の勇者 キョウリュウゴールド見参！」
  - 第3弾「荒れるぜ！ 真夏のキョウリュウ大決戦！！」
  - 第4弾「メッチャ進化！ Gロッソdeカーニバル！！」
  - 第5弾「決めるぜ！ 史上最強のブレイブフィニッシュ！！」
- 烈車戦隊トッキュウジャーショー（2014年 - 2015年）
  - 第1弾「烈車戦隊トッキュウジャー シアターGロッソに現る！！」
  - 第2弾「出発進行！ 夢のGロッソ号！！」
  - 第3弾「新戦士６号発進！ 炎の特急決戦！！」
  - 第4弾「俺が烈車になる！ ハイパートッキュウ１号 出発進行！！」
  - 第5弾「最終烈車がやってくる！ 輝けレインボーライン！！」
- 手裏剣戦隊ニンニンジャーショー（2015年 - 2016年）
  - 第1弾「手裏剣戦隊ニンニンジャー シアターGロッソに現る！！」
  - 第2弾「あっしの出番！ 新戦士スターニンジャー参上！！」
  - 第3弾「最強忍者が暴れるぜ！ 真夏のニンジャ祭り！！」
  - 第4弾「負けられない戦い！ ザ・超絶!忍術合戦！！」
  - 第5弾「激アツ！ これぞラストニンジャの戦いだ！！」
- 動物戦隊ジュウオウジャーショー（2016年 - 2017年）
  - 第1弾「動物戦隊ジュウオウジャー シアターGロッソに現る！！」
  - 第2弾「友情パワー全開！ ５人の絆をなめるなよ！！」
  - 第3弾「真夏のアニマルフェスティバル! ジュウオウザワールド登場!!」
  - 第4弾「伝説大解放！ ジュウオウイーグル覚醒！！」
  - 第5弾「ジュウオウファイナル！ 王者の絆をなめるなよ！！」
- 宇宙戦隊キュウレンジャーショー（2017年 - 2018年）
  - 第1弾「宇宙戦隊キュウレンジャー シアターGロッソに現る！！」
  - 第2弾「究極の選択！ 天秤にかけられた友情！！」
  - 第3弾「救世主覚醒！ 新たな伝説の始まり！！」
  - 第4弾「宇宙船Gロッソ号危機一髪！ 輝け！ 究極のシシレッド！！」
  - 第5弾「キュウキョクギャラクシー！ 宇宙は俺たちがとりもどす！！」
- 快盗戦隊ルパンレンジャーVS警察戦隊パトレンジャーショー（2018年 - 2019年）
  - 第1弾「快盗戦隊ルパンレンジャーVS警察戦隊パトレンジャー シアターGロッソに現る！！」
  - 第2弾「快盗はギャングラー！？ 国際警察、実力を行使せよ！！」
  - 第3弾「華麗なる新戦士！ ルパンエックス・パトレンエックス！！」
  - 第4弾「見せろ！2つの団結の力！ ルパントリコロール・パトレンU号！！」
  - 第5弾「史上最高のVS！！ 君はどっちを応援する！？」
- 騎士竜戦隊リュウソウジャーショー（2019年 - 2020年）
  - 第1弾「騎士竜戦隊リュウソウジャー シアターGロッソに現る！！」
  - 第2弾「ケボーン！ Gロッソ！！」
  - 第3弾「栄光の騎士リュウソウゴールド！Gロッソに登場」
  - 第4弾「ソウルをひとつに！解き放て新たなる騎士竜！！」
  - 第5弾「Gロッソ、最後の戦い！これが俺たちの騎士道だ！！」(公演中途打ち切り)
- 魔進戦隊キラメイジャーショー（2020年 - 2021年）
  - 第1弾「魔進戦隊キラメイジャー シアターGロッソに現る！！」（全公演中止[注釈 1]）
  - 第2弾「今こそ、みんなでキラメこうぜ！奇跡を起こすキラメンタル！！」（8月 - 10月、実質初公演）
  - 第3弾「空前のひらめきバトル！！取り戻せ！キラメイストーン！」（10月 - 1月）
  - 第4弾「Gロッソ最終決戦 輝け！キラメキの光！」（2月 - 3月）
- 機界戦隊ゼンカイジャーショー（2021年 - 2022年）
  - 第1弾「機界戦隊ゼンカイジャー シアターＧロッソに現る！！」（3月 - 6月、一部公演中止）
  - 第2弾「ゼンカイジャーVSゴーカイジャー 」（7月 - 9月）
  - 第3弾「伝説パワー全力全開！聖地を揺るがす大激闘！」（10月 - 1月、ヒーローショー50周年記念公演、一部公演は「特別公演」として本編キャストの駒木根葵汰、増子敦貴、森日菜美、世古口凌が出演[3]）
  - 第4弾「全開！！痛快！？まさかの展カイ！！ Gロッソ最後の戦い！！」(2月 ｰ 3月)
- 暴太郎戦隊ドンブラザーズショー（2022年 - 2023年）
  - 第一弾「暴太郎戦隊ドンブラザーズ シアターＧロッソに現る！！」（3月 - 6月）
  - 第ニ弾「鬼アツ！Gロッソで祭りだ祭りだ！新たなる戦士ドンドラゴクウ見参！！」（7月 - 10月）
  - ドン三弾 キジブラザー/雉野つよし役鈴木浩文脚本作品「キジのおんがえし......というおはなし」（11月　- 1月）
  - 第四弾「招く猫には何来たる？Gロッソは大波乱で大団"縁"!!」(2月 ｰ 3月)
- 王様戦隊キングオージャーショー（2023年 - 2024年）
  - 第1弾「王様戦隊キングオージャー シアターGロッソに現る！！」（3月 - 7月）
  - 第2弾「新戦士！スパイダークモノス登場！真夏のチキューは滅亡寸前！？今こそ叫べ！君の"コエ"がチキューを救う！！」（7月 - 9月）
  - 第3弾「真なる「邪悪の王」降臨？！伝説の力がチキューを滅ぼす！」（10月 - 1月）
  - 第4弾「王様（キング）、この地に集う！」(2月 ｰ 3月)
- 爆上戦隊ブンブンジャーショー（2024年 - 2025年）
  - 第1弾「爆上戦隊ブンブンジャー シアターGロッソに現る！！」（3月 - 7月）
  - 第2弾「ブンバイオレット大独走！カオスな世界でぶっちぎれ！！」（7月 - 10月）
  - 第2弾　夏休み特別公演「ブンバイオレット大独走！カオスな世界でぶっちぎれ！！」仮面ライダードライブがGロッソに登場！（8月7 - 25日）
  - 第3弾「アクセルブンブンブーン！届け、音楽の力！更なる加速、ブンブンパワー大爆！！」 (11月 - 2月)
  - 第4弾「宇宙を越える熱き絆！爆アゲ！GロッソFINALLAP！！」 (2月 - 3月)

## その他
- AKB48 in シアターGロッソ 「夢を死なせるわけにいかない」公演（2009年6月4日 - 10月23日）
- 舞台 戦国BASARA（2009年7月3日 - 7月12日）[4]
- AKB歌劇団「∞・Infinity」（2009年10月30日 - 11月8日）
- キングラン アニソン紅白2009（2009年12月31日）
- ミュージカル 忍たま乱太郎（2010年 -）
- 舞台 PEACE MAKER〜新撰組参上〜（2011年6月3日 - 12日）
- 舞台 新撰組異聞PEACE MAKER　(2012年4月15日 - 22日）
- らき☆すた≒おん☆すて（2012年9月20日 - 30日）
- ミュージカル『コードギアス 反逆のルルーシュ』A-LIVE FANTASTIC DREAM SHOW（2013年9月3日 - 8日）
- ペルソナ3 the Weird Masquerade 〜青の覚醒〜（2014年1月8日 - 12日）
- メサイア－白銀ノ章－（2014年1月15日 - 19日）
- 三四郎単独ライブ 「サンシロウジャーが世界を救う！お笑いヒーローここに見参！」（2014年3月17日 - 18日）
- 3年ぶりフィッシャーズイベント開催!〜サカナンジャーは果たして来るのか…!?〜（2022年11月6日[5][6]）
- 魔法つかいプリキュア!!〜MIRAI DAYS〜後夜祭（2025年5月18日[7]）

## セクハラ騒動
2019年6月に当劇場で行われたヒーローショーに出演していた女性役者がスタッフからセクハラを受けていたことをSNS上で告白。これに対し、ショーを制作していた東映エージエンシーと運営会社の東京ドームは役者に謝罪していたことが明らかになった。